# Drenaje torácico

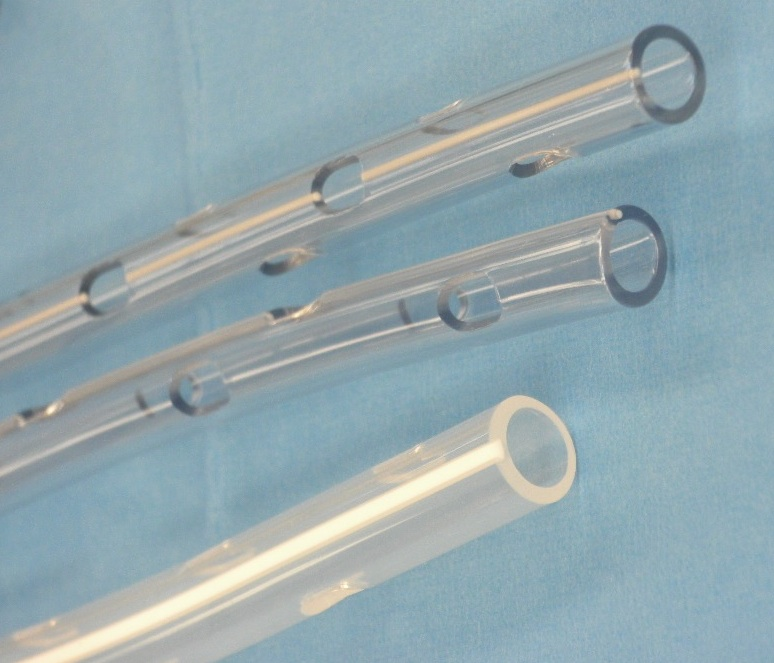
Agujeros de drenaje en unos tubos torácicos

Un drenaje torácico (tubo torácico o toracostomía o drenaje intercostal) es un tubo de plástico que se inserta a través del tórax, lateralmente, en el espacio pleural. Se utiliza para eliminar el aire (neumotórax) o líquido (derrame pleural, quilotórax, etc.) o pus (empiema) del espacio intratorácico. También se le conoce como drenaje Bülau o catéter intercostal.]

## Indicaciones

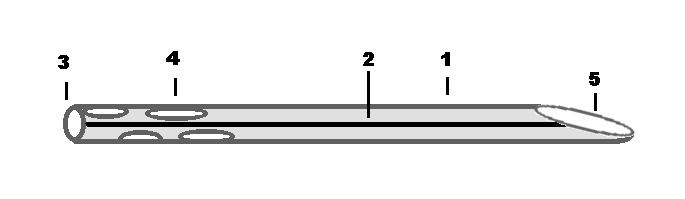
Dimensión del tubo torácico:
Adultos o adolescentes masculino= 28–32 Fr
Adultos o adolescentes femenino= 28 Fr
Niños = 18 Fr
Bebés = 12–14 Fr

- Neumotórax: acúmulo de aire en el espacio pleurico
- Derrame pleural: acúmulo de líquido en el espacio pleurico
- Quilotórax: una recogida de fluido linfático en el espacio pleurico
- Empiema: acúmulo de exudado purulento en el espacio pleurico
- Hemotórax: acúmulo de sangre en el espacio pleurico
- Hidrotórax: acumulación de líquido seroso en el espacio pleurico

## Contraindicaciones
Las principales controindicazioni al posicionamiento del drenaje torácico son:
- Coagulopatía refractaria;
- Falta de cooperación por parte del paciente
- Hernia diafragmática
- Aderencia (cicatrices) en el espacio pléurico

## Técnica

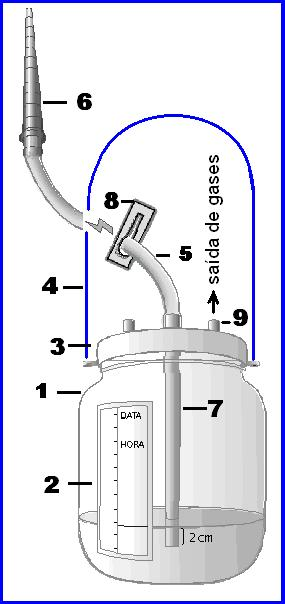
Componentes: Frasco coletor(1),Etiqueta volumétrica graduada (2), tapa (3), Asa de transporte (4), Tubo de drenaje (5), Conector cónico (6), Tubo de sellado de agua (7), Presilla (8), Respiradero de salida de gases (9)

La técnica de inserción se describe en detalle en un artículo de The New England Journal of Medicine (NEJM).
El extremo libre del tubo generalmente está conectado a una válvula de agua, ubicada debajo del nivel del tórax. La válvula de agua es esencial para eliminar el aire en todos los sistemas de drenaje torácico. Es una válvula de un solo sentido que permite que el aire o el fluido escapen del espacio pleural pero impide que regrese al cofre. También asegura que se restaure una diferencia de presión entre la cavidad torácica (normalmente presión negativa) y el exterior. Alternativamente, el tubo se puede fijar a una válvula Heimlich (o válvula aleteo), es decir, una válvula de flujo de aire de una vía. 
La Sociedad Torácica Británica recomienda que el tubo se inserte en un área descrita como un "triángulo seguro", es decir, una región delimitada por: la parte frontal del músculo dorsal ancho, el borde lateral del músculo pectoral mayor, la línea superior al nivel horizontal del pezón y una parte superior debajo de la axila .
Los drenajes torácicos generalmente se insertan después de realizar anestesia local . La región de inserción del drenaje se limpia primero con una solución antiséptica, por ejemplo, yodopovidona,  por lo que se colocan bastidores estériles alrededor del área. El anestésico local se inyecta en la piel y hasta el músculo,se espera unos minutos, y cuando el área está insensible, se realiza una pequeña incisión para crear un paso a través de la piel hasta el músculo pectoral. El tubo está dispuesto a través de este paso. Se pueden administrar analgésicos adicionales a los pacientes en el transcurso del procedimiento si es necesario. Una vez que el tubo está en su lugar, se sutura a la piel para evitar que se salga de sitio accidentalmente, luego se aplica un vendaje en el área. Una vez que el drenaje está en su lugar, lo mejor es realizar una radiografía de tórax para verificar la posición del dispositivo. El tubo permanece en su lugar mientras haya aire o líquido para eliminar o persista el riesgo de una nueva recolección de aire.
El drenaje del tórax se puede insertar con un trocar , es decir, un instrumento quirúrgico con un extremo puntiagudo que se usa para introducir el tubo a través de la pared torácica. Este método goza de menos éxito entre los operadores debido a un mayor riesgo de daño pulmonar. Se conoce ampliamente la inserción con la técnica de Seldinger, en la que el tubo que se introduce a través de una guía (en la que se inserta el tubo torácico).

## Complicaciones
Las complicaciones mayores son:
- Hemorragia
- Infección
- Lesión pulmonar

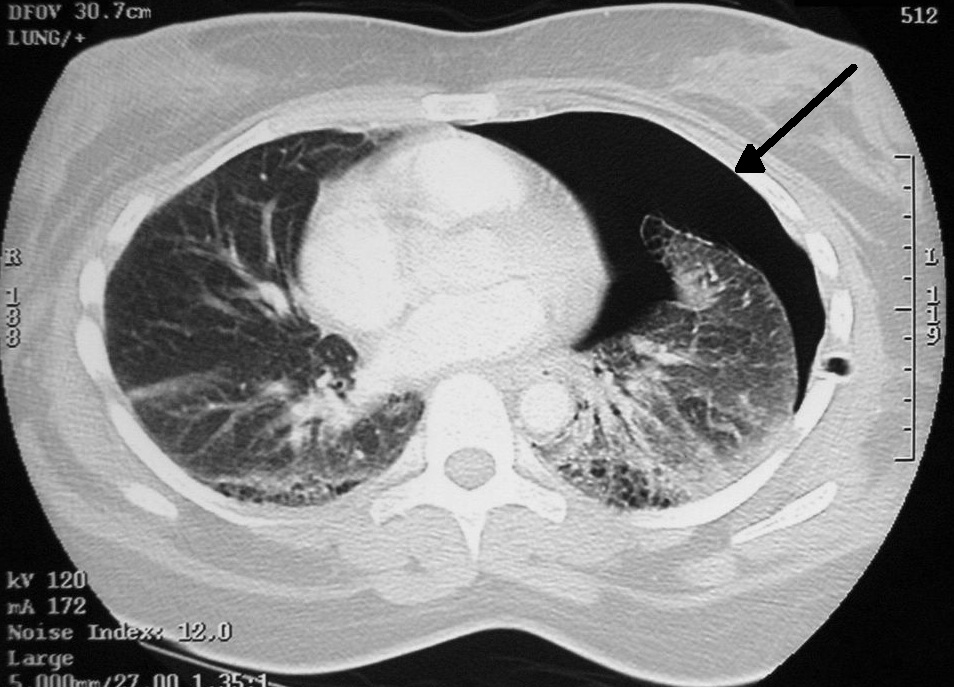
Neumotórax del lado izquierdo (lado derecho de la imagen) en la tomografía computarizada del tórax con el tubo torácico en su lugar.

- Lesión de un órgano subdiafragmático
- Lesión del corazón o de un vaso importante

Las complicaciones menores incluyen:
- Hematoma o suero subcutáneo
- Disnea (falta de aliento)
- Tos insistente (después de eliminar grandes cantidades de líquido).

Una opresión en el tórax asociada con la inserción de un drenaje puede ser una complicación grave si se produce durante una hemorragia importante ( hemotórax) o la penetración de cantidades significativas de líquido (derrame pleural) o aire (neumotórax).
Cuando se produce uno de estos eventos, el paciente también puede sufrir de Taponamiento cardíaco, neumotórax hipertónico o, en el contexto de una infección, un empiema . Todo esto puede conducir a una hospitalización prolongada y en algunos casos incluso a la muerte. Para minimizar el riesgo de una potencial obstrucción al tórax, los cirujanos a menudo usan tubos de gran diámetro. Sin embargo, estos tubos de gran diámetro se asocian significativamente con el dolor y la tolerancia deficiente del paciente. Sin embargo, incluso los tubos de drenaje torácico de gran diámetro pueden obstruir.  En la mayoría de los casos, el dolor torácico relacionado con el tubo de drenaje torácico desaparece después de que se ha eliminado el tubo torácico. Desafortunadamente, un dolor crónico asociado con cicatrices desarrolladas en el espacio intercostal debido a la inserción del tubo de drenaje no es infrecuente.
En los últimos años, los cirujanos han recurrido al uso de tubos de silicona más blandos en lugar de los tubos de drenaje de PVC más tradicionales y esto reduce significativamente los problemas de dolor. La obstrucción del tórax y el tema de la oclusión del tubo de drenaje han sido un problema real. Ha habido informes de hemorragias masivas que amenazan la vida del paciente debido a la obstrucción no reconocida del drenaje. En consecuencia, cuando se inserta un tubo de drenaje torácico por cualquier razón, minimizar la posibilidad de daños colaterales es crucial para evitar complicaciones..
Son posibles lesiones del hígado, del bazo o del diafragma ,  especialmente si el tubo se coloca en la parte más en declive de la cavidad pleural. También se han descrito lesiones en la aorta torácica y en el corazón, pero estos son casos excepcionalmente raros.

## Verificación de los puntos quirúrgicos

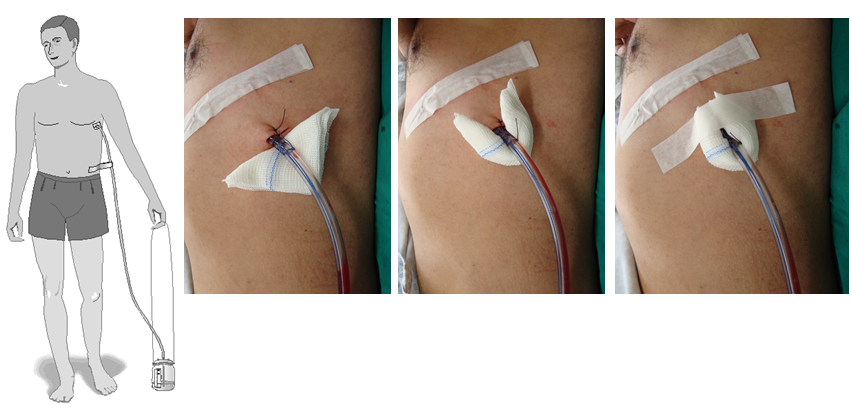
Cura con drenaje torácico.

Al verificar las condiciones de un punto quirúrgico y de la fijación del drenaje torácico durante el vendaje, se debe observar si se produce parcial del drenaje torácico con desplazamiento del punto quirúrgico.
También se debe verificar si está ocurriendo una fuga de aire alrededor del drenaje torácico debido a la holgura en el (los) punto(s) quirúrgico(s).